# Louis de Grandpré
Pour les articles homonymes, voir de Grandpré.
Louis Marie Joseph Ohier de Grandpré, né à Saint-Malo le 7 mai 1761, mort à Paris le 7 janvier 1846, est un armateur et officier de marine français des XVIIIe et XIXe siècles.

## Biographie
Louis de Grandpré est le fils de Louis Ohier, sieur de Grandpré, capitaine de navire, et de Louise Merven.
Après la campagne de Suffren en Inde (1782), il devient armateur à La Rochelle, fait du commerce des esclaves avec l'Isle de France dont il tirera un ouvrage, organise en 1792 le départ du gouverneur de Pondichéry. Prisonnier des Anglais en 1793-1794, il rejoint ensuite l'armée de Condé en 1795. Arrêté comme royaliste en 1797, il s'évade et s'échappe grâce à la vigueur de son cheval. Emprisonné au Temple en 1801, il est relâché par Fouché, qui s'intéresse à ses Voyages en Asie et en Afrique. Il écrit aussi un Abrégé de géographie physique et un Répertoire polyglotte de la marine ainsi qu'un Manuel de serrurerie qui sera réédité cinq fois de 1827 à 1853. Grandpré collabore aux travaux des sociétés savantes (Société royale des antiquaires de France, Société de géographie de Paris) et il invente divers instruments dont une boussole appréciée par les navigateurs.